# 神尾佑
神尾 佑（かみお ゆう、1970年3月16日 - ）は、日本の俳優、声優。福島県いわき市出身。ヒラタオフィス所属。
旧芸名は鈴木ユウジ、2006年1月ごろから鈴木ゆうじと表記を変更。2007年8月に「神尾佑」と改名した。

## 略歴
劇作家のつかこうへいに芝居を学び、北区つかこうへい劇団の1期生として1994年から2001年まで活動。舞台・『蒲田行進曲完結編〜銀ちゃんが逝く』でデビュー。
2015年11月29日更新のTwitterで、3年前に結婚していたことを明らかにし、11月18日に第1子となる男児が誕生したことを報告した。

## 人物
福島県いわき市生まれ。福島県立福島高等学校卒業、横浜国立大学工学部物質工学科卒業。父親は元・福島県警察の警察官で警察学校長でもあった。
特技は殺陣、アクション、ジャズダンス、津軽三味線、乗馬。空手初段でもある。幼少時代に好きだった仮面ライダーは『仮面ライダーV3』。初めてハマった日本のポップカルチャーは『機動戦士ガンダム』。
『仮面ライダーオーズ/OOO』で自身が演じた真木清人がいつも持っている人形は、番組制作陣の間で「キヨちゃん」と呼ばれているが、名付けたのは神尾である。なお『非公認戦隊アキバレンジャーシーズン痛』にゲスト出演した際にも登場している。

## 出演

### テレビドラマ

#### NHK
- 柳橋慕情（2000年8月 - 12月） - 平吉 役
- 大河ドラマ
  - 北条時宗（2001年1月 - 12月） - 北条教時 役
  - 利家とまつ（2002年1月 - 12月） - 佐久間盛政 役
  - 龍馬伝 第34話・第44話（2010年8月22日・10月31日） - 長崎奉行所役人 役
  - 江〜姫たちの戦国〜 第5・6話（2011年2月6日・2月13日） - 斎藤利三 役
  - 八重の桜 第8話・9話・10話・12話・15話（2013年2月24日・3月3日・10日・24日・4月14日） - 近藤勇 役
  - 光る君へ 第41回・第46回・第47回（2024年10月27日・12月1日・8日） - 平為賢 役[11]
- ハルとナツ 届かなかった手紙 第5話（2005年10月6日） - 高倉達夫 役
- 次郎長背負い富士 第9話・第10話（2006年8月、NHK木曜時代劇） - 関東綱五郎 役
- 人生はフルコース（2006年7月1日、NHK土曜ドラマ） - 海軍中将 役
- 陽炎の辻〜居眠り磐音 江戸双紙〜 第5話（2007年8月30日、NHK木曜時代劇） - 弓場播磨守雪岳 役
- オトコマエ! 第11・12話（2008年7月12日・19日、NHK土曜時代劇） - 影山 役
- 乙女のパンチ 第5話（2008年7月17日） - カメラマン 役
- 坂の上の雲（2009 - 2011年） - 熊谷直亮 役
- てのひらのメモ（2010年） - 平弁護士 役
- 神様の女房 第3話（2011年10月15日） - 田中一郎 役
- マッサン（2014年） - 野々村茂 役
- かぶき者 慶次（2015年） - 安田継之丞 役
- 放送90年 大河ファンタジー 「精霊の守り人」（2016年） - モン 役
- 獄医立花登手控え（2016年） - 留八 役
- 平成細雪（2018年、BSプレミアム） - 蒔岡貞之助 役
- フェイクニュース あるいはどこか遠くの戦争の話（2018年） - 中山秀樹 役
- 令和元年版 怪談牡丹燈籠（2019年10月6日 - 27日、BSプレミアム） - 黒川孝蔵 役
- 葉村晶シリーズ（2020年） - 山辺秀太郎 役
- ファーストラヴ（2020年） - 裁判の検察官 役
- 十三人の刺客（2020年） - 平山九十郎 役
- 明治開化 新十郎探偵帖（2020年） - 花田医師 役
- 白い濁流（2021年） - 秋葉聡一郎 役
- 一橋桐子の犯罪日記（2022年） - 榎本和也 役

#### 日本テレビ
- 家政婦のミタ 第7話・9話・10話（2011年11月23日・12月7日・14日） - 三田直也 役
- クレオパトラな女たち 第2話・4話・7話 (2012年4月- )
- 三毛猫ホームズの推理 第10話・最終話（2012年6月16日・23日） - 黒川隆一 役
- VISION-殺しが見える女- 第9話・10話（2012年9月6日・13日、読売テレビ） - 田所医師 役
- リバース〜警視庁捜査一課チームZ〜（2013年4月5日） - 海東武 役
- 斉藤さん2 第3話（2013年7月27日） - 高校教師 役
- 明日、ママがいない 第3話・4話（2014年1月29日・2月5日）
- 偽装の夫婦（2015年） - 皆川正義 役
- 怪盗探偵 山猫（2016年） - 今井俊介 役
- レンタル救世主（2016年10月16日、日本テレビ） - 碧山署長 役[12]
- ブラックリベンジ（2017年） - 塚本修二郎 役
- 崖っぷちホテル!（2018年） - 藤井ディレクター 役
- 3年A組-今から皆さんは、人質です-（2019年） - 坪井勝 役
- 金田一少年の事件簿 第2話・第3話（2022年5月8日・15日） - 鰐瀬たかし 役[13][14]
- 初恋の悪魔 第9話（2022年9月11日） - 本城（みぞれ）役[15]
- CODE-願いの代償- 第3話 - 第5話（2023年7月16日 - 7月30日） - 西尾護 役
- 帰ってきたらいっぱいして。（2023年10月20日 - 12月22日、読売テレビ） - 飯田漠 役[16]
- 花咲舞が黙ってない（2024年4月13日 - 6月15日） - 辛島伸二朗 役[17]
- パンドラの果実〜科学犯罪捜査ファイル〜 最新章SP （2024年6月16日） - 青柳誠一郎 役[18]
- 潜入兄妹 特殊詐欺特命捜査官（2024年10月5日 - 12月14日） - 狩野正臣 役[19]

#### TBS
- 新しい風 第11話（2004年6月24日） - 記者 役
- 月曜ミステリー劇場 血痕(2)警科研・湯川愛子の鑑定ファイル（2007年6月11日） - 長谷部和明 役
- Tomorrow〜陽はまたのぼる〜　第7話・第8話 - （2008年8月） - 島谷哲 役
- スペシャルドラマ「そうか、もう君はいないのか」（2009年1月12日） - 井上 役
- ぼくの妹 第7話（2009年5月31日） - 藤得医師 役
- 月曜ゴールデン
  - 「ご近所探偵・五月野さつき4 旅立ちの代償」（2009年8月3日） - 松橋孝夫 役
  - 「万引きGメン・二階堂雪18」（2009年8月17日）
  - 「万引きGメン・二階堂雪19」（2010年5月31日） - 杉浦俊一 役
  - 「新・示談交渉人　裏ファイル」（2011年3月7日） - 緑山 役
  - 「警視庁南平班〜七人の刑事〜6」（2013年4月8日） - 藤木克哉 役
  - 「捜査指揮官 水城さや2」（2014年1月6日） - 三田智弘 役
- 獣医ドリトル 第6話（2010年11月28日）
- 南極大陸　第2話・4話・5話（2011年10月23日・11月6日・13日）
- ATARU　第2話（2012年4月22日） - 早乙女隆 役
- 安堂ロイド〜A.I. knows LOVE?〜　第7話・10話（2013年11月24日・12月15日） - SIT隊長・石川 役
- 月曜名作劇場
  - 「女取調官4 緊迫の取調室!唐津・嬉野・伊万里・長崎・五島列島を疾走する!」（2016年7月25日） - 鳥海恵一 役
- 小さな巨人（2017年4月 - 、TBS） - 警視庁捜査一課特殊犯捜査担当管理官 片山昭三 役

#### フジテレビ
- 危険な関係（2005年4月 - 7月） - 若槻政人 役
- 金曜エンタテイメント特別企画『ずっと逢いたかった』（2005年9月30日）
- 新・細うで繁盛記（2006年1月20日、金曜エンタテイメント） - 中西数馬 役
- 警護官 内田晋三（2007年1月27日） - 石田光男 役
- SP 警視庁警備部警護課第四係（2007年11月3日-2008年1月26日） - 石田光男 役
- モンスターペアレント 第8話・10話（2008年8月 - 9月、関西テレビ） - 竹村弁護士 役
- 33分探偵 最終話（2008年9月27日） - SP 役
- メイちゃんの執事　第5話（2009年2月10日） - 監査 役
- 浅見光彦シリーズ33 後鳥羽伝説殺人事件（2009年4月10日） - 木藤孝一 役
- アタシんちの男子（2009年4月14日） - 小林 役
- BOSS　第10話・最終話（2009年6月18日・25日） - 佐山宏行 役
- 新春ドラマスペシャル「福助」（2010年1月4日、東海テレビ） - 弁護士 役
- 明日の光をつかめ（2010年7月5日 - 9月3日、東海テレビ） - 日向 役
- 世にも奇妙な物語
  - 世にも奇妙な物語 春の特別編『日の出通り商店街いきいきデー』（2008年4月2日） - 中島 役
  - 20周年スペシャル・秋 〜人気作家競演編〜『厭な扉』（2010年10月4日） - 深谷 役
  - 世にも奇妙な物語 春の特別編『一本足りない』（2017年4月29日） - 風見郁久 役
  - 世にも奇妙な物語 雨の特別編『永遠のヒーロー』（2019年6月8日） - 桜井五郎 役
  - 世にも奇妙な物語 夏の特別編 「電話をしてるふり」（2022年6月18日、フジテレビ）  - 川崎望の父 役[20]
- 金曜プレステージ
  - 「弁護士 朝吹里矢子1」（2010年12月10日） - 藤田刑事 役
  - 「Dr.検事モロハシ」（2012年3月23日） - 大西正純 役
  - 「十津川刑事の肖像6 銚子電鉄六・四キロの追跡」（2012年9月7日） - 広田秋彦 役
  - 「西村京太郎サスペンス　秋葉京介探偵事務所〜狙われた男〜」（2012年9月14日） - 森山英次 役
  - 「検事・霞夕子4 誤認逮捕」（2013年6月7日） - 加藤義晴 役
- フリーター、家を買う。 最終話（2010年12月21日） - ターミナルの案内担当者 役
- 毒姫とわたし（2011年9月5日 - 10月28日、東海テレビ） - 佐伯樹 役
- HUNTER〜その女たち、賞金稼ぎ〜 第8話 - 最終話（2011年11月29日 - 12月13日、関西テレビ） - 伊藤考志 役
- 息もできない夏　第1話・3話（2012年7月10日・24日） - 谷崎啓介 役
- TOKYOエアポート〜東京空港管制保安部〜（2012年10月14日 - 12月23日） - 槙野仁 役
- 遅咲きのヒマワリ〜ボクの人生、リニューアル〜 第1話（2012年10月23日）
- ラストホープ（2013年1月15日） - 斉藤健司 役
- 鴨、京都へ行く。-老舗旅館の女将日記- 第5話（2013年5月7日） - 望月啓志 役
- SUMMER NUDE  第10話（2013年9月9日） - カメラマン・長谷川 役
- ハニー・トラップ  第1話・2話・3話・5話 （2013年10月19日・26日・11月2日・16日） - 折田忠 役
- 営業部長 吉良奈津子（2016年） - 小林哲郎 役
- 一の悲劇（2016年） - 富沢耕一 役
- セシルのもくろみ（2017年） - 浜口和真 役
- 明日の約束（2017年） - 辻哲哉 役
- ドラマミステリーズ 〜カリスマ書店員が選ぶ珠玉の一冊〜（2017年）
- ココア (テレビドラマ)（2019年） - 鈴森貢 役
- 絶対正義（2019年） - 本間亮治 役
- TWO WEEKS (テレビドラマ)（2019年） - 岩崎恭二 役
- 監察医 朝顔
  - 第1シリーズ（2019年） - 本宮課長 役
  - 第2シリーズ（2021年） - 本宮副署長 役
- ナイト・ドクター 第1話・第7話（2021年6月21日・8月16日） - 転落したホームレス（濱辺照夫） 役
- エルピス-希望、あるいは災い-（2022年） - 佐々木プロデューサー 役
- グランマの憂鬱（2023年、東海テレビ・フジテレビ） - 一ノ宮竹郎 役[21]
- 院内警察（2024年1月12日 - 3月22日） - 倉田雄二 役[22]

#### テレビ朝日
- はぐれ刑事純情派17（2004年9月15日） - 医者 役
- 着信アリ 第6話（2005年、ANB金曜ナイトドラマ） - 医師 役
- 土曜ワイド劇場（テレビ朝日）
  - 法律事務所（3）芦ノ湖畔高級別荘連続殺人!（2009年4月4日） - 藤川俊一郎 役
  - 特別企画「冤罪死刑」（2013年11月23日） - 峯岸孝二 役
  - ゴーストライターの殺人取材（2）自伝の依頼人は殺人犯!?（2015年11月14日） - 宇佐美祐貴 役
  - おみやさんスペシャル2（2016年10月15日） - 真壁礼司 役
- 名探偵の掟 第3話（2009年5月1日） - 王沢謙介 役
- 相棒
  - season8 第2話「さよなら、バードランド」（2009年10月21日） - 黒木芳彦 役
  - season23 第7話「復讐者は笑わない」（2024年12月11日） - 恒川圭一郎 役
- 警部補　矢部謙三　第5話・第6話（2010年5月7日・14日） - 松田公夫 役
- 新・警視庁捜査一課9係 season2 最終話（2010年9月15日）
- 仮面ライダーシリーズ
  - 仮面ライダーオーズ/OOO　第9話-48話（2010年10月31日 - 2011年8月28日） - 真木清人 役
  - 仮面ライダーフォーゼ　第43話・第44話（2012年7月15日・22日） - ユウキの父 役
- ホンボシ〜心理特捜事件簿〜　第3話（2011年2月3日） - 工藤昭典 役
- DOCTORS〜最強の名医〜　第3話（2011年11月10日） - 松村信一 役
- 特命係長 只野仁 ファイナル 第1夜・第2夜 （2012年1月6日・7日） - 下條守 役
- 13歳のハローワーク 第2話（2012年1月20日） - 村山利雄 役
- Answer〜警視庁検証捜査官　第5話（2012年5月16日） - 須賀谷俊希 役
- ドラマスペシャル 事件救命医〜IMATの奇跡〜（2013年10月6日） - 日向定男 役
- 科捜研の女
  - 第13シリーズ 第3話 （2013年10月31日） - 園田大 役
  - 第17シリーズ 第14話 （2018年2月22日） - 長久保友光 役
- 緊急取調室 第3話（2014年1月23日） - 佐原俊夫 役
- TEAM -警視庁特別犯罪捜査本部-（2014年4月 - 6月） - 太田文平 役
- ドラマスペシャル 遺留捜査（2014年8月9日） - 神崎亮 役
- サムライせんせい（2015年） - 氏家八尋 役
- スペシャリスト 第5話（2016年2月11日） - 藤村毅 役
- 警視庁・捜査一課長 第2話（2016年4月21日） - 澤井弘一 役
- グッドパートナー 無敵の弁護士 第5話（2016年5月19日） - 厚木義忠 役
- 刑事7人 第2シリーズ 第8話（2016年9月7日） - 五十嵐正治 役
- 就活家族〜きっと、うまくいく〜（2017年） - 大鷹一郎 役
- 黒薔薇 刑事課強行犯係 神木恭子（2017年） - 尾山隆 役
- ハゲタカ (テレビドラマ)（2018年） - 三枝万平 役
- 24 JAPAN（2020年） - 函崎要吾 役[23]
- IP〜サイバー捜査班（2021年） - 北川紫明 役
- 女系家族（2021年） - 坂上五郎 役
- 特捜9 season6 第1話・第2話（2023年） - 諏訪部孝一 役

#### テレビ東京
- 水曜ミステリー9
  - 「刑事吉永誠一 涙の事件簿7　不幸を呼ぶ宝石」（2008年10月1日） - 山本 役
  - 「神楽坂署生活安全課 （5）失われた絆・愛犬誘拐事件」（2008年10月8日） - 神山健一 役
  - 「鑑識特捜班・九条礼子〜骨を知る女〜」（2012年2月22日） - 沼田敏夫 役
  - 「嘘の証明 犯罪心理分析官・梶原圭子」（2012年5月19日） - 滝山隆介 役
- 嬢王3〜Special Edition〜　第9話 - 最終話 （2010年12月2日-12月24日） - 久司社長 役
- 勇者ヨシヒコと悪霊の鍵　第1話（2012年10月12日） - オルダン 役
- ウルトラマンX（2015年7月14日 - 12月22日） - 神木正太郎 役
- 警視庁ゼロ係〜生活安全課なんでも相談室〜 第5話（2016年2月12日） - 大島警部補 役
- 孤独のグルメ Season6 第9話（2017年6月10日） - 藤堂 役
- テレビ東京開局55周年特別企画 ドラマスペシャル・あまんじゃく 元外科医の殺し屋が医療の闇に挑む!（2018年9月24日） - 国武一輝 役
- W県警の悲劇（2019年） - 矢野刑事 役
- シェフは名探偵（2021年） - 志村洋二 役[24]
- 月曜プレミア8『再雇用警察官3』（2021年12月13日） - 橿原虹彦 役
- 駐在刑事 Season3 第5話（2022年2月11日） - 柿沼宏行 役

#### 福島中央テレビ
- どうしても呑みたい夜がある（5分のミニドラマ・2019年1月12日-3月16日 ） - ダイニングバーのマスター 役[25][26]

#### WOWOW
- パンドラIII 革命前夜 最終話（2011年11月20日） - 警視庁公安部幹部 役
- 推定有罪　第1話 - 4話（2012年3月25日 - 4月15日） - 高見沢浩一 役
- 引き抜き屋 〜ヘッドハンターの流儀〜 第1話（2019年11月16日） - 幡野一明 役
- 連続ドラマW 正体 第1話（2022年3月12日）- 金子 役

#### BS
- 破門 (疫病神シリーズ)(BSスカパー!）
- 非公認戦隊アキバレンジャー シーズン痛 第1話（2013年4月5日、BS朝日） - おもちゃ屋の店員 役
- 大江戸事件帖　美味でそうろう2（2017年2月17日、BS朝日） - 長居清史郎 役[27]
- 蜜と毒（2024年1月11日 - 、BSテレビ東京） - 小鳥遊徹 役[28]

#### CS
- 東映チャンネル
  - 特捜最前線2012（2012年10月） - 氷川隼人 役

### 舞台
つかこうへい劇団7年在籍中代表作
- 「銀ちゃんが逝く」（1994年10月） - 監督 役
- 「熱海殺人事件〜ザ・ロンゲスト・スプリング」（2000年4月） - 主演・木村伝兵衛 役
- 「HAKANA」（PARCO劇場）（2002年7月）
- 「つかこうへいダブルス・幕末純情伝」（杉田成道演出）（2003年11月） - 桂小五郎 役
- 「ロミオとジュリエット」（2004年1月） - パリス 役
- 「夜叉ヶ池」（三池崇史演出）（2004年10月） - 十三塚の骨・十太郎 役
- 北区つかこうへい劇団解散公演「初級革命講座飛龍伝80'」 （2011年6月） - 主演・山崎一平 役
- つかこうへい三回忌特別公演「新・幕末純情伝」 （岡村俊一演出）  （2012年7月） - 坂本龍馬 役
- 「飛龍伝21〜殺戮の秋〈いつの日か、白き翼に乗りて〉」 （岡村俊一演出） （2013年10月） - 山崎一平 役
- 演劇実践集団デスペラーズ10周年記念公演 「新・藪の中 -女でアルこと-」 （脚本・構成・演出 : 岩瀬浩司） （2013年11月）
- つかこうへいダブルス2014「新・幕末純情伝」 （岡村俊一演出）  （2014年8月） - 主演・坂本龍馬 役
- 「フラガール -dance for smile-」 （岡村俊一演出）  （2025年5月 - 6月） - 吉本紀夫 役[29][30]

※出演舞台他多数

### 映画
- バルトの楽園（2006年公開、出目昌伸監督、東映） - 畑中少尉 役
- 黒帯 KURO-OBI（2007年公開、長崎俊一監督） - 長英 役
- 犯人に告ぐ（2007年公開、瀧本智行監督、ショウゲート） - 三宅刑事 役
- 少林少女（2008年公開、本広克行監督、東宝） - 四天王 役
- クライマーズ・ハイ（2008年公開、原田眞人監督、東映/ギャガ）
- ハイキック・ガール!（2009年公開、西冬彦監督） - 山本師範代 役
- SP THE MOTION PICTURE（2010・2011年公開、波多野貴文監督、東宝） - 石田光男 役
- 仮面ライダーシリーズ (東映)
  - 仮面ライダー×仮面ライダー オーズ&ダブル feat.スカル MOVIE大戦CORE（2010年公開、田﨑竜太監督） - 真木清人 役
  - 劇場版 仮面ライダーオーズ WONDERFUL 将軍と21のコアメダル（2011年公開、柴﨑貴行監督） - 真木清人 役
  - 仮面ライダーアマゾンズ THE MOVIE 最後ノ審判（2018年、石田秀範監督） - 橘雄悟 役[31]
- DOG×POLICE 純白の絆（2011年公開、七高剛監督、東宝） - 佐々木 役
- 僕等がいた後篇（2012年公開、三木孝浩監督） - マスター 役
- 名無しの十字架（2012年12月公開、久保直樹監督） - 主演・三上哲平 役
- ストロベリーナイト（2013年1月公開、佐藤祐市監督）
- コドモ警察（2013年3月公開、福田雄一監督） - 吉住 役
- 相棒 -劇場版III- 巨大密室! 特命係 絶海の孤島へ（2014年4月公開、和泉聖治監督、東映） - 丹波元史 役
- 進撃の巨人 ATTACK ON TITAN（2015年8月公開、樋口真嗣監督）
- 劇場版 ウルトラマンX きたぞ!われらのウルトラマン（2016年3月公開、田口清隆監督） - 神木正太郎 役
- 探偵ミタライの事件簿　星籠の海（2016年6月4日、和泉聖治監督）- 居比修三 役
- シン・ゴジラ（2016年、庵野秀明総監督、樋口真嗣監督、東宝） - 風越達雄 役[32][3]
- 太陽の蓋（2016年、佐藤太監督） - 福山哲郎（内閣官房副長官） 役
- 新宿スワンII（2017年、園子温監督）- 倉石 役
- ミックス。（2017年、石川淳一監督、東宝）
- 浜の朝日の嘘つきどもと (2021年9月10日、タナダユキ監督)　- 市川和雄 役
- 京都カマロ探偵 (2022年6月17日、吉田由一監督)　- 城明正 役
- 死神遣いの事件帖 終（2025年6月13日、柴崎貴行監督） - 久坂衒太夫 役[33]

### 劇場アニメ
- とんがり頭のごん太 〜2つの名前を生きた福島被災犬の物語〜（2022年、ワオ・コーポレーション） - 富田正樹 役[34]

### ウェブドラマ
- ネット版 仮面ライダーオーズ ALLSTARS 21の主役とコアメダル（2011年） - 真木清人 役
- ネット版 仮面ライダー×スーパー戦隊 スーパーヒーロー大変 〜犯人はダレだ?!〜（2012年、東映） - 加藤監督 役
- 仮面ライダーゴースト 伝説!ライダーの魂! 第5章「オーズ編」（2016年3月11日） - 恐竜グリードの声 役（友情出演）[35]
- 仮面ライダーアマゾンズ（2016年4月 - 6月、Amazonプライム・ビデオ） - 橘雄悟 役
- 仮面ライダーアマゾンズ シーズン2（2017年4月 - 6月、Amazonプライム・ビデオ） - 橘雄悟 役
- ヨドンナ（2021年8月、東映特撮ファンクラブ） - 江ノ島徹 役[36][37]
- ヨドンナ2（2021年9月、東映特撮ファンクラブ） - 江ノ島徹 役
- パンドラの果実〜科学犯罪捜査ファイル〜 Season3（2024年6月16日 - 、Hulu）[18]

### Vシネマ
- 炎神戦隊ゴーオンジャー 10 YEARS GRANDPRIX（2018年9月26日） - 暮井虎夫 役[38]

### 映像作品
- Who Killed the Stanley Black？〜誰がスタンリーブラックを殺したか？（2007年） - 主演[39]
- Oh! my PROPOSE（2010年） - EPISODE 3 音楽プロデューサー 役
- 外交官 黒田康作〜message1990（2011年） - 相馬 役[40]
- ウルトラゾーン 第19話、20話（2012年2月26日、3月4日、tvk、テレ玉ほか） - 山本 役
- 旅するボール（2013年） - 紺野勇 役[41]

### CM
- エバラ 「すき焼きのタレ」（2007年末- OA）
- ハウスウェルネスフーズ 「生ローヤルゼリー1000ドリンク」（2007年12月15日 - OA）
- 「SP with FIRE」（2011年3月）
- 「デジサポ福島」（2012年）
- ロート製薬「ロート アイストレッチ」（2013年）
- SUBARU「WRX S4」（2016年）
- ビズリーチ (2018年11月17日 -)[42]

### ゲーム
- HEROES' VS（2013年、PSP） - 恐竜グリード 役[43]
- 仮面ライダー バトライド・ウォー - 恐竜グリード 役
  - 仮面ライダー バトライド・ウォー（2013年、PS3）[44]
  - 仮面ライダー バトライド・ウォーII（2014年、PS3・Wii U）
  - 仮面ライダー バトライド・ウォー創生（2016年、PS3・PS4・PS Vita）
- スーパーヒーロージェネレーション（2014年、PS3・PS Vita） - 恐竜グリード 役
- 仮面ライダー サモンライド!（2014年12月4日、PS3・Wii U） - 恐竜グリード 役
- 仮面ライダーバトル ガンバライジング（2022年3月、アーケード） - 恐竜グリード 役[45]
- 仮面ライダーバトル ガンバレジェンズ（2023年、アーケード） - 恐竜グリード 役

### 吹き替え

#### 担当俳優
マティアス・スーナールツ
- 君と歩く世界（2013年） - アリ 役
- 遥か群衆を離れて（2017年） - ガブリエル・オーク 役
- オールド・ガード（2020年） - ブッカー / セバスチャン・ル・リブレ 役
- 潜水艦クルスクの生存者たち（2023年） - ミハイル・アヴェリン大尉 役

#### 映画（吹き替え）
- 名犬ラッシー「ラッシーのクーガーはともだち」（2003年）
- 鏡の国のアリス（2003年） - トゥイードゥルディー 役
- ラビング 愛という名前のふたり（2017年） - 主演 リチャード・ラビング 役〈ジョエル・エドガートン〉
- 君はONLY ONE（2018年） - ドミニク 役〈ティモシー・シモンズ〉
- オーバー・エベレスト 陰謀の氷壁（2019年） - ヴィクター・ホーク 役〈ビクター・ウェブスター〉[46]
- ブラック・ボックス（2020年） - 主演 ノーラン 役〈ママドゥ・アティエ〉
- コンフィデンシャル:国際共助捜査（2024年） - ジャック 役〈ダニエル・ヘニー〉[47]

#### ドラマ
- ザ・ホワイトハウス シーズン1 - 4（2002年 - 2006年） - チャーリー・ヤング 役〈デュレ・ヒル〉
- サブリナ シーズン7（2003年） - ジェームス 役
- WITHOUT A TRACE/FBI 失踪者を追え! シーズン3（2005年） - ジェラルド 役
- 赤と黒（2011年） - 主演 シム・ゴヌク 役〈キム・ナムギル〉
- ザ・ラストシップ（2015年 - 2019年） - 主演 トム・チャンドラー 役〈エリック・デイン〉
- キャッスルロック（2019年） - 主演 ヘンリー・ディーヴァー 役〈アンドレ・ホランド〉
- NCIS: ハワイ（2022年 - ） - ジェシー 役〈ノア・ミルズ〉[48]

#### アニメ
- Yasuke -ヤスケ-（2021年） - 守助 役[49]

### ラジオドラマ
- FMシアター（NHK-FM）
  - 「ノーベル賞作家の描く“男と女”」（2005年9月24日）
  - 「髪にふれる」（2007年1月13日)
  - 「アラカルト！」（2024年2月10日） - 進藤嗣晴 役[50]
- 青春アドベンチャー「プラハの春」（2006年4月3日 - 21日、NHK-FM）

### ナレーション
- 第20回FNSドキュメンタリー大賞ノミネート作品「父へ 父として〜福島からのメッセージ」（2011年）
- 第21回FNSドキュメンタリー大賞ノミネート作品「生まれ来る子ども達のために」（2012年）

### オーディオブック
- 太宰治「ヴィヨンの妻」「チャンス」
- 坂口安吾「私は海を抱きしめていたい」「悪妻論」「青春論」「人生案内」
- モーリス・ルプラン「アルセーヌルパン」「奇巌城 アルセーヌ・ルパン」
- 鳥遊まき「世界一おもしろい日本神話の物語」「世界一なぞめいた日本の伝説・奇譚」

※他多数